# Xinfeng (köpinghuvudort i Kina, Jiangsu Sheng, lat 32,11, long 119,57)
Xinfeng (kinesiska: 辛丰, 辛丰镇) är en köpinghuvudort i Kina. Den ligger i provinsen Jiangsu, i den östra delen av landet, omkring 72 kilometer öster om provinshuvudstaden Nanjing. Antalet invånare är 52 751. Befolkningen består av 26 440 kvinnor och 26 311 män. Barn under 15 år utgör 10,0 %, vuxna 15-64 år 78 %, och äldre över 65 år 10,0 %.
Runt Xinfeng är det tätbefolkat, med 881 invånare per kvadratkilometer. Närmaste större samhälle är Guyang, 11,9 km väster om Xinfeng. Trakten runt Xinfeng består till största delen av jordbruksmark.
Genomsnittlig årsnederbörd är 1 302 millimeter. Den regnigaste månaden är juli, med i genomsnitt 255 mm nederbörd, och den torraste är januari, med 30 mm nederbörd.